# Kokomo Arnold
James Arnold (15 de febrero de 1901-8 de noviembre de 1968), más conocido como Kokomo Arnold, fue un músico estadounidense de blues.
Nacido en Lovejoy's Station, Georgia, cambió su nombre en 1934 tras grabar «Old Original Kokomo Blues» para Decca Records, una versión del tema de Scrapper Blackwell sobre la ciudad de Kokomo, Indiana. Fue un guitarrista zurdo especializado en el uso del slide que poseía un intenso estilo de tocar y una singular voz que lo distinguía de sus contemporáneos.

## Carrera
Arnold aprendió las lecciones básicas de la guitarra de la mano de su primo, John Wiggs, y comenzó a tocar a principios de los años 20 como ocasional músico de sesión, mientras trabajaba en una granja en Buffalo, New York, y como trabajador del metal en Pittsburgh, Pensilvania. En 1929 se mudó a Chicago donde se dedicó al contrabando de bebidas alcohólicas, una actividad que continuó practicando hasta el final de la Ley Seca. En 1930 se mudó brevemente al sur donde realizó sus primeras grabaciones, «Rainy Night Blues» y «Paddlin' Madeline Blues», bajo el nombre de Gitfiddle Jim, para el sello Víctor en Memphis. Regresó a Chicago donde continuó viviendo del contrabando hasta que el final de la prohibición, en 1933, le obligó a recurrir a la música para sobrevivir. Kansas Joe McCoy lo escuchó y le presentó a Jay Mayo Williams, productor de Decca.
Desde su primera grabación para Decca Records, el 10 de septiembre de 1934, hasta su última grabación, el 12 de mayo de 1938, Arnold, publicó 88 sencillos, de los cuales se han perdido siete. Arnold, Peetie Wheatstraw y Bumble Bee Slim fueron las principales figuras del Chicago blues en aquella época. Wheatstraw y Arnold, en particular, influyeron notablemente en su contemporáneo Robert Johnson.
Entre sus canciones más notables, se encuentra la grabación de 1934, «Sissy Man Blues» cuya letra era abiertamente bisexual ("Lord, if you can't send me no woman, please send me some sissy man"). Esta canción fue posteriormente grabada por otros músicos del bues como Josh White (Pinewood Tom), George Noble y Connie McLean's Rhythm Kings.
En 1938 Arnold dejó la industria de música y empezó a trabajar en una fábrica de Chicago. Redescubierto en 1962 por investigadores musicales, no mostró ningún entusiasmo en regresar a la música para aprovechar el resurgimiento del interés por el blues entre las jóvenes audiencias blancas.
Murió en 1968 de un ataque al corazón en Chicago a los 67 años de edad y fue enterrado en el Burr Oak Cemetery en Alsip, Illinois.

## Discografía
- Kokomo Arnold (Saydisc Matchbox, 1969)
- Masters of the Blues, Vol. 4 (Collector's Classics, 1970)
- Bad Luck Blues 1934–1938 (MCA, 1974)
- Master of the Bottleneck Guitar 1930–38 (Document, 1987)
- Down and Out Blues (Agram, 1990)
- Complete Recorded Works in Chronological Order 1930–1938, vols. 1–4 (Document, 1991)
- King of the Bottleneck Guitar 1934–1937 (Black & Blue, 1991)
- Blues Classics Vol. 1 (Wolf, 1997)
- Old Original Kokomo Blues (P-Vine, 1997)
- Old Original Kokomo Blues 1934–1938 (EMP, 1998)
- Old Original Kokomo Blues (Catfish, 1999)
- Midnight Blues (History, 2000)
- The Essential Kokomo Arnold (Document, 2001)
- The Story of the Blues (Membran Music, 2004)